# Red Wiseman
Malcolm Edward Wiseman, detto Red (Winnipeg, 12 luglio 1913 – Oakville, 11 aprile 1993), è stato un cestista canadese.

## Carriera
Ha vinto la medaglia d'argento con la nazionale di pallacanestro del Canada alle Olimpiadi di Berlino 1936, giocando sei partite.